# Hans Löhr
Hans Löhr (Berlino, 29 maggio 1922 – Oblast' di Novgorod, 22 agosto 1942) è stato un attore tedesco, noto come attore bambino per essere stato tra i protagonisti nel 1931 del film La terribile armata (Emil und die Detektive). Morì giovanissimo nel corso della seconda guerra mondiale sul fronte orientale, in Russia.

## Biografia
Hans Albrecht Löhr nasce a Berlino nel 1922. Figlio di genitori divorziati, Hans cresce con la madre e la sorellina maggiore in assenza del padre. Il bambino fa il suo debutto nel cinema a 9 anni tra i protagonisti del film La terribile armata (Emil und die Detektive) per la regia di Gerhard Lamprecht. Circa 2.500 bambini tedeschi concorrono per una parte nel film, basato sul popolarissimo omonimo romanzo pubblicato da Erich Kästner nel 1929. Alla fine il piccolo Löhr verrà scelto assieme a Rolf Wenkhaus, Inge Landgut, Hans Richter, Hans Joachim Schaufuß e Martin Rickelt. A differenza degli altri bambini tuttavia Löhr deve la sua partecipazione al film non tanto ai numerosi provini del regista, quanto direttamente all'amicizia con l'autore Erich Kästner, al quale nel 1929 aveva scritto una lettera entusiasta di ammirazione, chiedendo di poterlo incontrare e con il quale era da allora restato in stretto contatto. Lo scrittore era rimasto così colpito dalla precoce intelligenza e intraprendenza del bambino da fargli affidare nel 1930 il ruolo del piccolo Martedì nella prima produzione teatrale di Emil al Theater am Schiffbauerdamm di Berlino, ruolo poi ripreso nella versione cinematografica.
Al grande successo anche internazionale della pellicola fa seguito per Löhr solo una piccola parte in un cortometraggio del 1932. Prosegue invece la mia amicizia con Erich Kästner, il quale fa leggere in anticipo a lui e alla sorella il manoscritto del suo nuovo racconto per ragazzi Pünktchen und Anton, per conoscere le loro reazioni. Anche quando i libri di Erich Kästner furono banditi nel Terzo Reich per motivi politici, lo scrittore rimase a Berlino e continuò a rappresentare una figura paterna per il giovane Hans. Nel 1937 Löhr tornò occasionalmente a recitare in teatro nel ruolo di Ejlif in Un nemico del popolo (Ein Volksfeind) di Henrik Ibsen.
Allo scoppio della seconda guerra mondiale, Löhr è arruolato nella Wehrmacht e inviato sul fronte orientale. A soli 20 anni, muore in combattimento nell'agosto 1942 a Saplatino nell'Oblast' di Novgorod. Il suo corpo è sepolto in Russia nel Cimitero militare tedesco di Korpowo.
Altri due giovani attori del cast de La terribile armata (Emil und die Detektive) moriranno in combattimento nel corso della seconda guerra mondiale: Rolf Wenkhaus e Hans Joachim Schaufuß.
Erich Kästner ricorderà spesso nel dopoguerra, fino alla sua morte nel 1974, l'amicizia che lo legava al piccolo Löhr: "Il piccolo Hans-Albrecht Löhr era un bambino insolitamente amabile e sveglio; era inevitabile che noi, nonostante la notevole differenza di età, divenissimo amici e ci frequentassimo negli anni del nazismo. Era anche inevitabile che giunto in età di leva fosse mandato a combattere in Russia... Hans-Albrecht è un ricordo duraturo per me. Questa singola morte priva di senso, moltiplicata per milioni di altre morti, mi dà la misura di quanto Hitler abbia sulla coscienza". Nel 2016 un film televisivo Kästner und der kleine Dienstag, scritto da Dorothee Schön per la regia di Wolfgang Murnberger, ripercorre il rapporto tra lo scrittore e il giovane Löhr. 

## Filmografia
- La terribile armata (Emil und die Detektive), regia di Gerhard Lamprecht (1931)
- Wie kommen die Löcher in den Käse?, regia di Erich Waschneck (1932) - cortometraggio
- Kästner und der kleine Dienstag, film TV, regia di Wolfgang Murnberger (2016) - nel film il personaggio di Hans Löhr è interpretato dagli attori Nico Ramon Kleemann e Jascha Baum